# Radomka Radom

E.Leclerc - sponsor Tytularny klubu w latach 2017-2022. Od 2022 Sponsor Strategiczny

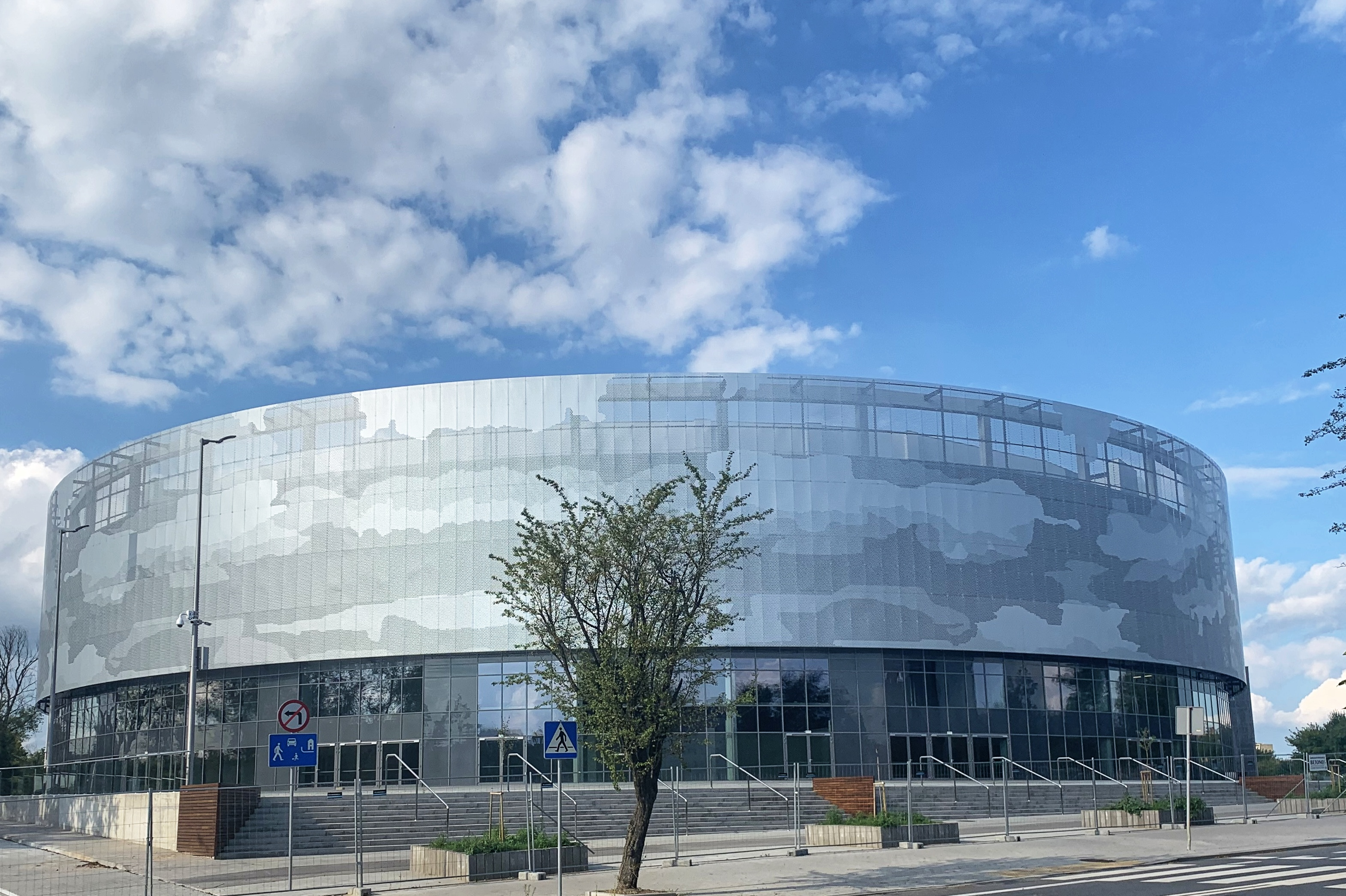
Radomskie Centrum Sportu - tu swoje mecze rozgrywa MOYA Radomka Radom

Radomka S.A. – polski klub siatkarski kobiet z siedzibą w Radomiu, założony w 1971 roku w Radomiu jako SKF Radomka Radom. W 1980 roku awansował do I ligi, najwyższej wówczas klasy rozgrywek, w której uczestniczył przez kilka sezonów.
W 1998 roku nastąpiła fuzja z AZS Politechnika Radomska. Do swojego debiutanckiego sezonu w tej klasie rozgrywek zespół przystąpił już pod nową nazwą AZS Radomka, kończąc sezon na 6. miejscu w tabeli i utrzymując się w II lidze.

## Reaktywacja
25 października 2016 roku Stowarzyszenie Miejski Klub Sportowy Radomka Radom uzyskało wpis do Krajowego Rejestru Sądowego. Ówczesny Zarząd w składzie: Artur Altman – Prezes, Mirosław Ziętkowski – Vice Prezes, Jarosław Dybus – Vice Prezes i Thomas Renard – Vice Prezes – przywrócili na sportową mapę Polski – Radomkę Radom. MKS Radomka jest bezpośrednim spadkobiercę dorobku SKF Radomki Radom – klubu z 1971 roku, a po blisko 18 latach – siatkówka żeńska powróciła do Radomia. W sezonie 2016/2017 zespół pod dowództwem trenera Krzysztofa Kubika  przystąpił do rozgrywek w 2 lidze, kończąc sezon na siódmym miejscu.
W sezonie 2017/18 drużyna rywalizowała już w I lidze, sprawiając olbrzymią niespodziankę udziałem i grą w finałach Pucharu Polski Kobiet. Nowym trenerem Radomki Radom został wówczas Jacek Skrok, który prowadził wiele żeńskich zespołów, a do Radomia wrócił po 18 latach (pracował w klubie Radomki w latach 1997-1999). Od sezonu 2018/2019 klub występuje w Lidze Siatkówki Kobiet.
Do końca sezonu 2022/2023 zespół trenował Błażej Krzyształowicz, który zastąpił na stanowisku Riccardo Marchesiego. Obecnym trenerem zespołu jest od 16 stycznia 2024 Jakub Głuszak, który zastąpił Włocha Stefano Micoliego

## Nazwy klubu
- 2017-2020 E.Leclerc Radomka Radom[7]
- 2020-2022 E.Leclerc MOYA Radomka Radom[8]
- 2022 MOYA Radomka Lotnisko Radom[9]
- 2023- MOYA Radomka Radom[10]

## Kadra zespołu w sezonie 2024/2025[11]
| Nr | Imię i nazwisko       | Data ur.   | Wzrost | Pozycja      |
| -- | --------------------- | ---------- | ------ | ------------ |
| 3  | Zuzanna Maciejewicz   | 21.04.2006 | 171    | libero       |
| 4  | Kristiine Miilen      | 04.12.1996 | 183    | przyjmująca  |
| 5  | Marija Jordanowa      | 25.05.2002 | 185    | przyjmująca  |
| 6  | Kamila Witkowska      | 02.12.1991 | 191    | środkowa     |
| 7  | Laura Miloš           | 20.10.1994 | 177    | przyjmująca  |
| 8  | Milka Stijepić        | 30.08.1998 | 187    | atakująca    |
| 10 | Aleksandra Stachowicz | 13.02.1992 | 177    | rozgrywająca |
| 11 | Izabela Śliwa         | 11.12.1990 | 169    | libero       |
| 12 | Monika Gałkowska      | 06.04.1996 | 188    | atakująca    |
| 13 | Martyna Piotrowska    | 05.01.1998 | 183    | środkowa     |
| 14 | Victoria Mayer        | 19.06.2001 | 177    | rozgrywająca |
| 15 | Kornelia Garita       | 30.10.1996 | 186    | środkowa     |
| 18 | Iga Marszałkowicz     | 30.11.2006 | 188    | środkowa     |
| 22 | Weronika Szlagowska   | 29.11.2001 | 188    | przyjmująca  |
| 24 | Dagmara Dąbrowska     | 24.01.1998 | 186    | przyjmująca  |

## Obcokrajowcy w drużynie
| Imię i nazwisko                          | Pozycja                | W trakcie sezonu |
| Sezon 2018/2019                          |                        |                  |
| Szafagat Aliszanowa                      | rozgrywająca           | od 13.11.2018    |
| Brittany Abercrombie                     | atakująca              | od 06.12.2018    |
| Sara Sakradžija                          | przyjmująca            | od 23.01.2019    |
| Sezon 2019/2020                          |                        |                  |
| Julieta Constanza Lazcano                | środkowa               |                  |
| Marharyta Azizowa (Marharyta Stepanenko) | atakująca              |                  |
| Mia Jerkov                               | przyjmująca            | do 28.11.2019    |
| Veronica Jones-Perry                     | przyjmująca            | od 20.01.2020    |
| Sezon 2020/2021                          |                        |                  |
| Janisa Johnson                           | przyjmująca            |                  |
| Bruna Honório                            | atakująca              |                  |
| Andressa Picussa                         | środkowa               |                  |
| Samara Rodrigues de Almeida              | przyjmująca            | od 19.01.2021    |
| Ana Bjelica                              | przyjmująca, atakująca | od 15.03.2021    |
| Sezon 2021/2022                          |                        |                  |
| Kaisa Alanko                             | rozgrywająca           | do 01.12.2021    |
| Srna Marković                            | przyjmująca            | do 04.12.2021    |
| Alexandra Lazic                          | przyjmująca            |                  |
| Freya Aelbrecht                          | środkowa               |                  |
| Sezon 2022/2023                          |                        |                  |
| Madison Bugg                             | rozgrywająca           |                  |
| Samara Rodrigues de Almeida              | przyjmująca            | od 02.11.2022    |
| Janet Kalaniuvalu                        | przyjmująca            | do 12.12.2022    |
| Marharyta Stepanenko                     | atakująca              | od 07.01.2023    |
| Ellen Braga                              | przyjmująca            | od 13.01.2023    |
| Gözde Yılmaz                             | przyjmująca, atakująca | do 13.03.2023    |
| Sezon 2023/2024                          |                        |                  |
| Hilary Johnson                           | przyjmująca            |                  |
| Marie Schölzel                           | środkowa               |                  |
| Sezon 2024/2025                          |                        |                  |
| Victoria Mayer                           | rozgrywająca           |                  |
| Marija Jordanowa                         | przyjmująca            | do 23.11.2024    |
| Laura Miloš                              | przyjmująca            |                  |
| Kristiine Miilen                         | przyjmująca            |                  |
| Milka Stijepić                           | atakująca              |                  |

## Trenerzy
| Od            | Do            | Imię i nazwisko       |
| ------------- | ------------- | --------------------- |
| 10.06.2017    | 15.11.2019    | Jacek Skrok           |
| 15.11.2019    | 04.2020       | Adam Grabowski        |
| 29.04.2020    | 19.03.2022    | Riccardo Marchesi     |
| 20.03.2022    | 25.04.2023    | Błażej Krzyształowicz |
| 18.05.2023    | 15.01.2024    | Stefano Micoli        |
| od 16.01.2024 | od 16.01.2024 | Jakub Głuszak         |

## Radomka w europejskich pucharach
| \| Data \| Miejsce \| Przeciwnik \| Wynik \| Runda \| \| ---------- \| ------------------- \| --------------------------- \| ------------------------------------------- \| ----------- \| \| 07.11.2024 \| Radom \| VK Dukla Liberec \| 3:0 (25:15, 25:15, 25:23) \| 1/16 finału \| \| 13.11.2024 \| Liberec \| VK Dukla Liberec \| 3:0 (25:21, 25:20, 25:21) \| 1/16 finału \| \| 28.11.2024 \| Neuchâtel \| Viteos Neuchâtel \| 3:0 (28:30, 24:26, 28:30) \| 1/8 finału \| \| 11.12.2024 \| Radom \| Viteos Neuchâtel \| 2:3 (25:21, 25:23, 11:25, 18:25, 21:19) \| 1/8 finału \| \| 07.01.2025 \| Radom \| Vandœuvre Nancy Volley-Ball \| 1:3 (22:25, 25:15, 23:25, 13:25) \| Play-off \| \| 22.01.2025 \| Vandœuvre-lès-Nancy \| Vandœuvre Nancy Volley-Ball \| 3:0 (25:19, 25:19, 37:35, Złoty set: 18:16) \| Play-off \| \| 06.02.2025 \| Budapeszt \| Vasas Óbuda Budapest \| 1:3 (19:25, 25:20, 25:19, 25:21) \| Ćwierćfinał \| \| 18.02.2025 \| Radom \| Vasas Óbuda Budapest \| 3:2 (15:25, 22:25, 27:25, 31:29, 12:15) \| Ćwierćfinał \| |                     |                             |                                             |             |
| Data | Miejsce             | Przeciwnik                  | Wynik                                       | Runda       |
| 07.11.2024 | Radom               | VK Dukla Liberec            | 3:0 (25:15, 25:15, 25:23)                   | 1/16 finału |
| 13.11.2024 | Liberec             | VK Dukla Liberec            | 3:0 (25:21, 25:20, 25:21)                   | 1/16 finału |
| 28.11.2024 | Neuchâtel           | Viteos Neuchâtel            | 3:0 (28:30, 24:26, 28:30)                   | 1/8 finału  |
| 11.12.2024 | Radom               | Viteos Neuchâtel            | 2:3 (25:21, 25:23, 11:25, 18:25, 21:19)     | 1/8 finału  |
| 07.01.2025 | Radom               | Vandœuvre Nancy Volley-Ball | 1:3 (22:25, 25:15, 23:25, 13:25)            | Play-off    |
| 22.01.2025 | Vandœuvre-lès-Nancy | Vandœuvre Nancy Volley-Ball | 3:0 (25:19, 25:19, 37:35, Złoty set: 18:16) | Play-off    |
| 06.02.2025 | Budapeszt           | Vasas Óbuda Budapest        | 1:3 (19:25, 25:20, 25:19, 25:21)            | Ćwierćfinał |
| 18.02.2025 | Radom               | Vasas Óbuda Budapest        | 3:2 (15:25, 22:25, 27:25, 31:29, 12:15)     | Ćwierćfinał |

## Sukcesy
PGE Grand Prix PLS:
- 1. miejsce: 2024